# Akeem Bloomfield
Akeem Bloomfield (né le 11 octobre 1997 à Kingston) est un athlète jamaïcain, spécialiste des épreuves de sprint.

## Biographie
Le 10 mars 2018, lors des championnats NCAA en salle à College Station, Akeem Bloomfield devient le sixième meilleur performeur de tous les temps sur 400 m en salle en établissant le temps de 44 s 86, devancé par l'Américain Michael Norman qui établit un nouveau record du monde en salle en 44 s 52.
Le 8 juin 2018, au cours des Championnats NCAA à Eugene, il porte son record personnel en plein air à 43 s 94. Le 13 juillet, il remporte le 400 m du Meeting international Mohammed-VI dans le temps de 44 s 33, record du meeting.
Le 22 juillet, au cours du London Grand Prix, il améliore de 19/100e de seconde son record personnel sur 200 m en le portant à 19 s 81.
Il se classe 8e des championnats du monde 2019 à Doha en 45 s 34.
Il remporte la médaille d'argent du relais 4 × 400 m des championnats du monde 2022, à Eugene, derrière les États-Unis.

## Records
| Épreuve | Épreuve   | Temps   | Lieu            | Date            |
| ------- | --------- | ------- | --------------- | --------------- |
| 200 m   | Plein air | 19 s 81 | Londres         | 22 juillet 2018 |
| 400 m   | Plein air | 43 s 94 | Eugene          | 8 juin 2018     |
| 400 m   | Salle     | 44 s 86 | College Station | 10 mars 2018    |